# Allium obtusiflorum
Allium obtusiflorum är en amaryllisväxtart som beskrevs av Dc. Allium obtusiflorum ingår i släktet lökar, och familjen amaryllisväxter. IUCN kategoriserar arten globalt som otillräckligt studerad.
Artens utbredningsområde är Sicilien. Inga underarter finns listade i Catalogue of Life.